# Ingo Euler
Ingo Sascha Euler (Friburgo, 27 de noviembre de 1971) es un deportista alemán que compitió en remo.
Ganó dos medallas de bronce en el Campeonato Mundial de Remo, en los años 1997 y 1999. Participó en tres Juegos Olímpicos de Verano, entre los años 1996 y 2004, ocupando el cuarto lugar en Sídney 2000, en la prueba de doble scull ligero.

## Palmarés internacional
| Campeonato Mundial | Campeonato Mundial      | Campeonato Mundial | Campeonato Mundial |
| Año                | Lugar                   | Medalla            | Prueba             |
| ------------------ | ----------------------- | ------------------ | ------------------ |
| 1997               | Aiguebelette (Francia)  | Medalla de bronce  | Doble scull ligero |
| 1999               | St. Catharines (Canadá) | Medalla de bronce  | Doble scull ligero |